# خط طول 106° شرق
خط طول 106° شرق هو أحد خطوط الطول الجغرافية، والتي تمتد من القطب الشمالي الجغرافي إلى القطب الجنوبي الجغرافي، وحسب التحويل الزمني يتقدم خط طول 106° شرق عن خط غرينتش بـ7 ساعات و4 دقائق.

## من القطب إلى القطب
ينطلق خط طول 106° شرق من القطب الشمالي نحو القطب الجنوبي مرورا بالمناطق التي ترد في الجدول التالي:
| الإحداثيات                           | البلد أو الإقليم أو البحر | ملاحظات |
| ------------------------------------ | ------------------------- | --- |
| 90°0′N 106°0′E / 90.000°N 106.000°E  | المحيط المتجمد الشمالي    | |
| 79°58′N 106°0′E / 79.967°N 106.000°E | بحر لابتيف                | مرورا بغرب Starokadomsky Island، كراسنويارسك كراي, روسيا (في 77°20′N 106°7′E / 77.333°N 106.117°E) |
| 77°26′N 106°0′E / 77.433°N 106.000°E | روسيا                     | كراسنويارسك كراي |
| 77°18′N 106°0′E / 77.300°N 106.000°E | بحر لابتيف                | |
| 77°0′N 106°0′E / 77.000°N 106.000°E  | روسيا                     | كراسنويارسك كراي ياقوتيا — من 67°5′N 106°0′E / 67.083°N 106.000°E Krasnoyarsk Krai — من 66°54′N 106°0′E / 66.900°N 106.000°E Sakha Republic — من 65°4′N 106°0′E / 65.067°N 106.000°E Krasnoyarsk Krai — من 64°32′N 106°0′E / 64.533°N 106.000°E إركوتسك أوبلاست — من 61°54′N 106°0′E / 61.900°N 106.000°E بورياتيا — من 52°12′N 106°0′E / 52.200°N 106.000°E (border is in بحيرة بيقال) |
| 50°24′N 106°0′E / 50.400°N 106.000°E | منغوليا                   | |
| 42°1′N 106°0′E / 42.017°N 106.000°E  | جمهورية الصين الشعبية     | منغوليا الداخلية نينغشيا – من 38°56′N 106°0′E / 38.933°N 106.000°E قانسو – لحوالي 5 km من 35°32′N 106°0′E / 35.533°N 106.000°E Ningxia – لحوالي 4 km من 35°29′N 106°0′E / 35.483°N 106.000°E Gansu – من 35°26′N 106°0′E / 35.433°N 106.000°E شنشي – من 33°36′N 106°0′E / 33.600°N 106.000°E سيتشوان – من 32°50′N 106°0′E / 32.833°N 106.000°E تشونغتشينغ – من 30°22′N 106°0′E / 30.367°N 106.000°E Sichuan – من 28°58′N 106°0′E / 28.967°N 106.000°E قويتشو – من 28°44′N 106°0′E / 28.733°N 106.000°E Sichuan – من 28°7′N 106°0′E / 28.117°N 106.000°E Guizhou – من 27°45′N 106°0′E / 27.750°N 106.000°E قوانغشي – من 24°39′N 106°0′E / 24.650°N 106.000°E يونان (الصين) – من 24°8′N 106°0′E / 24.133°N 106.000°E Guangxi – من 23°27′N 106°0′E / 23.450°N 106.000°E |
| 22°56′N 106°0′E / 22.933°N 106.000°E | فيتنام                    | |
| 19°58′N 106°0′E / 19.967°N 106.000°E | بحر الصين الجنوبي         | خليج تونكين |
| 18°23′N 106°0′E / 18.383°N 106.000°E | فيتنام                    | |
| 17°28′N 106°0′E / 17.467°N 106.000°E | لاوس                      | |
| 13°56′N 106°0′E / 13.933°N 106.000°E | كمبوديا                   | |
| 11°42′N 106°0′E / 11.700°N 106.000°E | فيتنام                    | |
| 11°11′N 106°0′E / 11.183°N 106.000°E | كمبوديا                   | |
| 10°52′N 106°0′E / 10.867°N 106.000°E | فيتنام                    | |
| 9°18′N 106°0′E / 9.300°N 106.000°E   | بحر الصين الجنوبي         | مرورا عبر the جزر أنامباس, إندونيسيا (في 3°0′N 106°0′E / 3.000°N 106.000°E) |
| 1°35′S 106°0′E / 1.583°S 106.000°E   | إندونيسيا                 | جزر بانغكا (جزيرة) وسومطرة |
| 3°18′S 106°0′E / 3.300°S 106.000°E   | بحر جاوة                  | |
| 5°54′S 106°0′E / 5.900°S 106.000°E   | إندونيسيا                 | جزيرة جاوة (جزيرة) |
| 6°49′S 106°0′E / 6.817°S 106.000°E   | المحيط الهندي             | مرورا بشرق جزيرة كريسماس (في 10°26′S 105°43′E / 10.433°S 105.717°E) |
| 60°0′S 106°0′E / 60.000°S 106.000°E  | المحيط الجنوبي            | |
| 66°14′S 106°0′E / 66.233°S 106.000°E | القارة القطبية الجنوبية   | الإقليم الأسترالي في القارة القطبية الجنوبية، المطالب الإقليمية بالقارة القطبية الجنوبية by أستراليا |